# Liste der Monuments historiques in Lherm (Haute-Garonne)
Die Liste der Monuments historiques in Lherm (Haute-Garonne) führt die Monuments historiques in der französischen Gemeinde Lherm auf.

## Liste der Bauwerke
| Bezeichnung                        | Beschreibung                  | Standort | Kennzeichnung | Schutzstatus | Datum | Bild |
| ---------------------------------- | ----------------------------- | -------- | ------------- | ------------ | ----- | ---- |
| Kapelle Notre-Dame-du-Bout-du-Pont | Erbaut im 18. Jahrhundert     | (Lage)   | PA00094371    | Inscrit      | 1978  |      |
| Kirche St-André                    | Erbaut im 15./16. Jahrhundert | (Lage)   | PA00094372    | Classé       | 1993  |      |